# Петтит (лунный кратер)
Петтит (лат. Pettit) — крупный молодой ударный кратер в юго-восточной части гор Рук на обратной стороне Луны. Название присвоено в честь американского астронома Эдисона Петтита (1889—1962) и утверждено Международным астрономическим союзом в 1970 году. Образование кратера относится к эратосфенскому периоду.

## Описание кратера

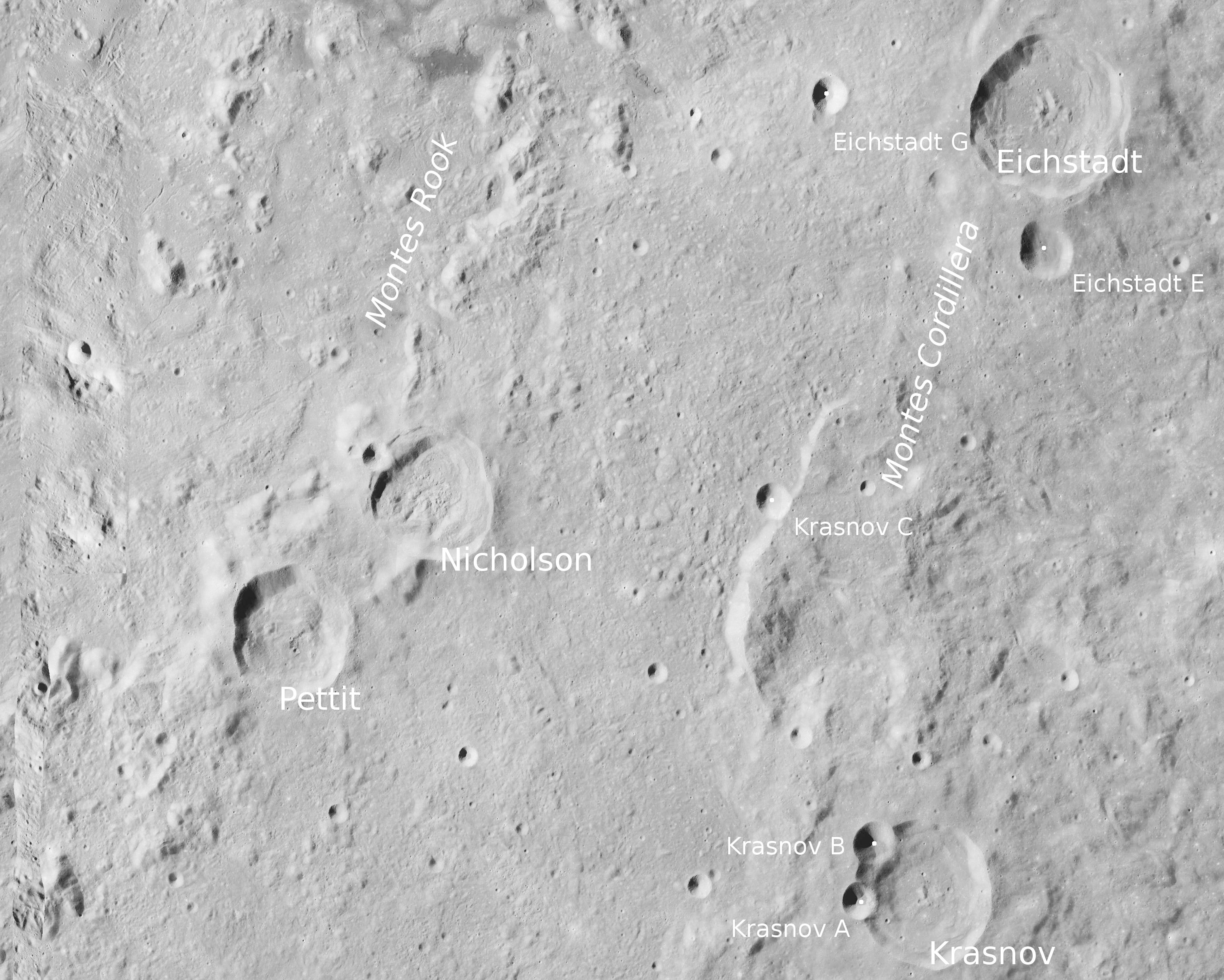
Окрестности кратера Петтит. Снимок зонда Lunar Reconnaissance Orbiter.

Ближайшими соседями кратера являются кратер Шулейкин на западе; кратер Николсон на северо-востоке и кратер Райт на юге. На северо-западе от кратера находятся борозды Петтита и, за ними, Море Восточное; на востоке расположены горы Кордильеры. Селенографические координаты центра кратера 27°31′ с. ш. 86°45′ з. д. / 27,52° с. ш. 86,75° з. д., диаметр 36,7 км, глубина 2,1 км.
Кратер Петтит имеет полигональную форму и практически не разрушен. Вал несколько сглажен, но сохранил достаточно четкие очертания кромки. Внутренний склон вала гладкий, с осыпями пород у подножия. Высота вала над окружающей местностью достигает 970 м, объем кратера составляет приблизительно 880 км³. Дно чаши пересеченное, с останками небольшого кратера с северо-западной части. В центре чаши находится небольшой сглаженный пик от которого на север и запад отходят цепочки холмов.

## Сателлитные кратеры
| Петтит | Координаты                                            | Диаметр, км |
| ------ | ----------------------------------------------------- | ----------- |
| C      | 24°53′ с. ш. 89°04′ з. д. / 24,88° с. ш. 89,07° з. д. | 7,3         |

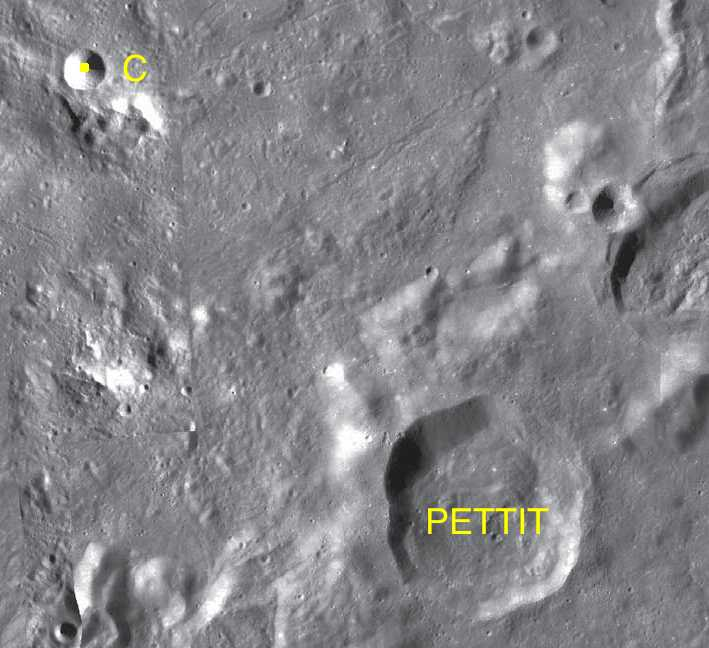
Фрагмент карты LAC-91.

- Сателлитный кратер Петтит T в 1985 году переименован Международным астрономическим союзом в кратер Шулейкин.